# Centro sportivo San Filippo
Il centro sportivo San Filippo è un impianto sportivo polifunzionale sito a Brescia, che comprende un palazzetto dello sport, tre campi da calcio a 11, due campi da calcio a 7, un campo da calcio a 6, un campo da calcio a 5, tre campi da tennis in sintetico, un campo da tennis in terra rossa, una piscina coperta, una piscina estiva all'aperto e altre strutture minori
Il centro ospita le sedi del Brescia Basket Leonessa, del C.O.N.I., e di 17 Federazioni Sportive. Ha inoltre ospitato la sede del Brescia Calcio fino all'estate del 2018.

## Il palazzetto
Il palazzetto è la struttura predominante per dimensione, e costituisce il corpo centrale del centro sportivo. È sovrastato da una struttura in volta di legno lamellare, con pavimentazione in parquet. Ha una superficie di 2.400 m2.
La planimetria è composta da 4 tribune, due fisse e due estendibili, ed è omologata per una capienza di 2.400 unità. È prevista una futura realizzazione dell'aumento della capienza fino a 3.500 posti.
Ospita le gare interne della Pallamano Brescia, società che partecipa alla Serie A2 di Pallamano e della Icaro Basket Brescia, società che partecipa alla Serie B di Pallacanestro in carrozzina.
In passato ha ospitato le gare del Basket Brescia, e della Pallavolo Brescia, e più recentemente del Basket Brescia Leonessa. Quest'ultima vi ha giocato fino ai Gara 2 dei quarti di finale play-off di Serie A2 2015/2016, mentre ha disputato Gara 5 dei quarti di finale al PalaRadi di Cremona, e le semifinali e le finali al PalaGeorge di Montichiari.
Questa struttura è sede anche di concerti nazionali ed internazionali. In passato, tra quelli nazionali si possono ricordare quelli di Laura Pausini, Max Pezzali, Pino Daniele; tra quelli internazionali si ricorda quello del gruppo metal dei Manowar.

## Il centro
Il centro sportivo permette lo svolgimento di molte attività tra cui calcio, tennis e nuoto.
Nei campi da calcio a 11 hanno luogo le partite casalinghe della squadra primavera del Brescia Calcio, oltre alle partite casalinghe dell'Urago Mella, Società dell'omonimo quartiere cittadino che partecipa alla L.N.D. di Calcio a 11.